# انجمن طراحی فنلاند
انجمن طراحی فنلاند (به انگلیسی: Design Forum Finland) سازمان ترویج طراحی فنلاندی است. این انجمن توسط انجمن صنایع دستی و طراحی فنلاند، که در سال ۱۸۷۵ میلادی تأسیس شد، نگهداری می‌شود. هدف انجمن طراحی فنلاند، ترویج طراحی فنلاندی در سطح ملی و بین‌المللی و تشویق زندگی کسب‌و‌کاری با استفاده از فرصت‌های طراحی است. از جمله موارد دیگر انجمن طراحی فنلاند جوایزی را برای، گزارش در مورد مسائل جاری در زمینۀ طراحی فنلاند و سازماندهی مسابقات و نمایشگاه‌ها را اعطاء می‌کند.

## جوایز و مسابقات
- جایزۀ طراحی کای فرانک[پیوند مرده].
- جایزۀ فنیا - طراحی خوب باعث افزایش رقابت جهانی می‌شود. بایگانی‌شده در ۲۰۱۶/۱۲/۰۳ در وی‌بک ماشین.
- جایزۀ طراح جوان سال بایگانی‌شده  در ۲۶ دسامبر ۲۰۱۲ توسط Wayback Machine.
- جایزۀ استلندر بایگانی‌شده  در ۱۳ مارس ۲۰۱۷ توسط Wayback Machine.